# Xanca de Cusco
La xanca de Cusco (Grallaria erythroleuca) és una espècie d'ocell de la família dels gral·làrids (Grallariidae).

## Hàbitat i distribució
Habita la selva pluvial dels Andes del sud-est del Perú.